# Aménagement en open space
Ne doit pas être confondu avec Méthodologie open space.

Plateau ouvert

Un open space (anglicisme ou faux anglicisme, se prononçant open plan en anglais) ou plateau ouvert, est un espace de travail collectif où les bureaux sont installés sur un plateau unique et ne sont pas séparés par des cloisons (bureau à cloisons). Ce sont donc des bureaux ouverts, en conséquence, les personnes se voient et s'entendent et travaillent entre elles. Pour renouveler le concept dans les années 1950, l'expression bureau paysager, qui évoque l'espace et le calme, a été privilégiée.
Poussé par les entreprises, ce type d'aménagement de l'espace de travail est sujet à controverses.

## Origine et évolutions
« La fin du XIXe et au début du XXe siècle, les premiers immeubles entièrement consacrés aux activités administratives voient le jour à Londres, New York ou Chicago. Dans les sièges sociaux, dans les banques et les assurances, dactylos et comptables sont installés dans d'immenses espaces organisés sur le modèle de la salle de classe – le chef est placé sur une estrade ».

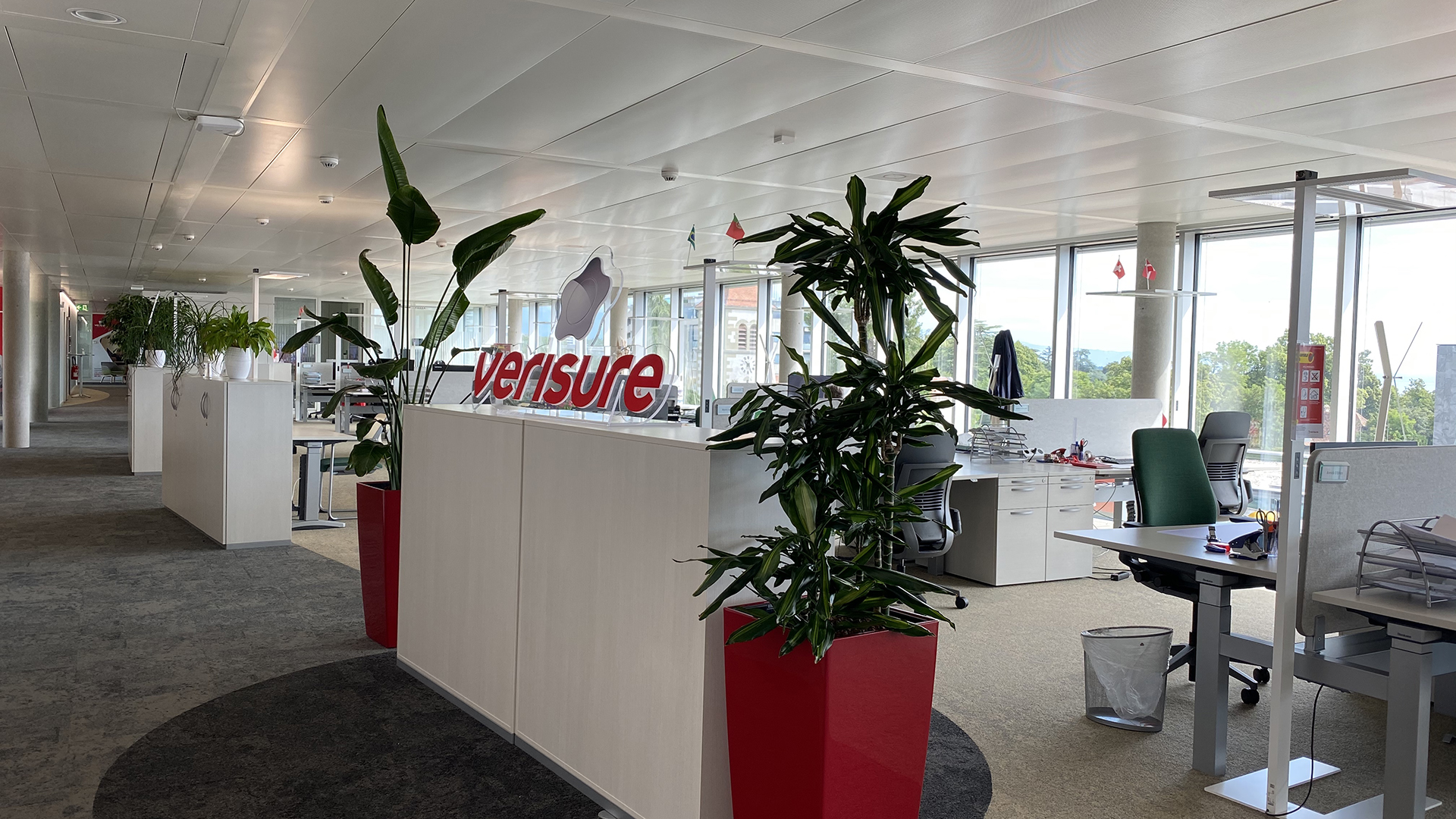
Open space au siège d'une entreprise en Suisse.

Les bureaux ouverts, sans cloisons, ont été renouvelés pour leurs promotions par le concept des «bureaux paysagers» mis au point par deux consultants allemands, les frères Eberhard et Wolfgang Schnelle, dans les années 1950.
« Les "open space", où les pools de dactylos tapaient à la machine sans relâche dans une salle immense sous l’œil d’un contremaître, ont été remis au goût du jour à la fin des années 1970 ». Ce concept connut un grand succès aux États-Unis avant de revenir en Europe dans les années 1980.
L'open space s'est imposé pour des raisons financières, la surface moyenne attribuée à un poste de travail est passée de 25 m2, dans les années 1970, à 15 m2 dans les années 2010.
Toutefois, dans la vision des frères Schnelle, il s'agissait d'espaces généreux, agrémentés de nombreuses plantes vertes. Fort des retours d'expériences, les architectes privilégient aujourd'hui des espaces plus réduits, correspondant à de vrais fonctionnements d'équipe. Selon Alain d'Iribarne, responsable du conseil scientifique de l'Observatoire de la qualité de vie au travail : « Pour que des jeunes et des vieux, des hommes et des femmes, des gens d'ici et des gens d'ailleurs travaillent ensemble, il faut aussi de l'envie, de la coopération, et donc des espaces informels qui favorisent l'innovation et la rencontre. » « Les restaurants d'entreprise, les cafétérias, les jardins, les agoras », « ces lieux de rencontre permettent de réinventer le puits ou le lavoir d'autrefois ». En plus des salles de réunions, et des bulles individuelles pour pouvoir s'isoler et se concentrer, on peut y ajouter aussi des lieux de détente comprenant, par exemple, des tables de ping-pong, des babyfoots, jeux vidéo, une cuisine conviviale, des studios photo, une salle de sport, etc., et services tendant à reproduire l'esprit des jeunes pousses californiennes,,.
L'évolution pour des raisons financières de l'open space vers l'organisation en « flex office » (« bureau flexible »), où plus aucun bureau n'est affecté individuellement, fait des salariés des « sans bureau fixe ». De plus en plus de sociétés, telles Accenture, Alcatel-Lucent, Danone, L’Oréal, Sanofi, conçoivent leurs bureaux sur ce modèle,.
Il ne faut pas oublier, par les aménagements mettant en avant l'image moderne de l'entreprise, les besoins fondamentaux d'un environnement de travail : une excellente connexion réseau, une chaise ergonomique, un bon écran d’ordinateur, de la lumière naturelle, etc..
Complémentaire de l'aménagement en Open Space, le Flex office s'est développé dans les entreprises, notamment après la crise sanitaire Covid-19. Dans un objectif de collaboration, de flexibilité et d'économie, cet aménagement consacre les bureaux libres, partagés et non attitrés.

## Inconvénients notables
La crise sanitaire liée au covid-19 a montré que les espaces ouverts peuvent favoriser la dissémination d’agents infectieux par voie aérienne. Selon l’INRS, les risques psychosociaux peuvent y connaître une acuité particulière, du fait de la réduction des moments et espaces de convivialité entre collègues, de l’éloignement des managers par rapport à leur équipe et du fait que les salariés peuvent être confrontés à un environnement social moins stable. L’institut insiste en outre sur la nécessité d’identifier les besoins liés à l’activité pour envisager ce genre d’aménagement des postes (besoin de concentration, d’isolement, de confidentialité dans des échanges téléphoniques, de consultation de documents papier…).

## Controverse

### Avantages
La question de la réorganisation des espaces de travail par le bureau à la demande s'est posée à l'occasion de la pandémie de Covid-19, qui a favorisé le télétravail, érigé en priorité. Ce changement peut engager les entreprises à réduire leur besoin de bureaux en fonction de la présence effective dans les locaux de l'entreprise, ce qui renforcera la politique de « sans bureau fixe  » pour les salariés. Cette double orientation, bureau à la demande et télétravail, induit un avantage environnemental, selon un rapport de Ademe de 2020.

### Inconvénients
Les utilisateurs de l'open space lui reprochent :
- le contrôle du confort acoustique de travail[14], et le besoin de protéger la confidentialité des conversations (en particulier en l'absence de cloisons insonorisées entre les modules de bureaux) est l'une des principales difficultés[15]. Ceci a notamment conduit l’Association française de normalisation (AFNOR) à publier en mars 2016 la norme NF S31-199 « Acoustique - Performances acoustiques des espaces ouverts de bureaux »[16],[17],[18] ;
- le manque d'intimité[17] ;
- la surveillance des collègues et du supérieur hiérarchique (effet panoptique)[17] ;
- une baisse de productivité[19],[20] (effet augmenté avec l'arrivée des nouvelles technologies[21]). Une conversation, même à voix basse, augmente de 30 % la proportion d'erreurs pour les voisins, selon une étude citée dans le magazine Cerveau et Psycho[22].
- une augmentation de l'absentéisme[23] ;
- le manque de concentration sur le travail[20] ;

D'après Alain d'Iribarne, « les dirigeants mettent en avant le mythe du "travail en projets" et de "coopération harmonieuse et créatrice", mais l'open space peut être pathogène […], il facilite la surveillance et la mise en compétition des salariés entre eux, facteur de stress qui aboutit souvent au contraire du but recherché, avec des salariés qui s'isolent en portant des écouteurs ou en se cachant derrière des montagnes de dossiers ou des plantes vertes... ».
Selon Odile Duchenne « Auparavant, l'open space était synonyme de liberté, cela faisait moderne. Aujourd'hui, cela veut dire bruit, stress, fatigue, sensation de surveillance, privation d'intimité ».
Selon une étude remise par la société Greenworking au Ministère chargé de l’industrie, de l’énergie et de l'économie numérique portant sur les perspectives ouvertes par le télétravail qu'il oppose à l'open space : « La généralisation de l’open space et la diffusion des Technologies de l’Information et de la Communication ont eu des effets pervers très pénalisants pour la productivité : sentiment d’urgence permanent, infobésité, interruptions intempestives, addictions, difficultés à prendre du recul ».
« Les Français sont attachés aux signes statutaires et les cadres intermédiaires en open space ont un sentiment de déclassement », note Alain d’Iribarne.

## Dans la culture
- Dans Le Monde, Mélina Gazsi rappelle que la « mauvaise réputation » de l'open space se trouve mise en avant dans plusieurs œuvres[17] : « Souvenons-nous de Monsieur Hulot, dans Playtime, de Jacques Tati, ou encore de The Apartment, de Billy Wilder. Plus près de nous, le pamphlet de deux trentenaires, Alexandre des Isnards et Thomas Zuber (L'open space m'a tuer, Hachette, 2008) n'a pas arrangé son portrait. Le tendre et cynique roman de l'Américain Joshua Ferris Open Space (Denöel, 2007) n'en a pas moins la dent dure. »
- Open Space est une pièce écrite et mise en scène par Mathilda May, jouée en 2013-2015 au théâtre Jean-Vilar, au théâtre du Rond-Point et au théâtre de Paris[25].